# Cascatinha & Inhana
Cascatinha & Inhana foi uma dupla sertaneja formada por Francisco dos Santos (Araraquara, 20 de abril de 1919 — São José do Rio Preto, 14 de março de 1996) e Ana Eufrosina da Silva (Araras, 28 de março de 1923 — São Paulo, 11 de junho de 1981). 
Marido e esposa, juntos formaram uma das principais duplas sertanejas do Brasil. Suas mais famosas músicas foram "Índia" (1952) que os levou a um grande sucesso, "Meu Primeiro Amor" (também de 1952), "Colcha de Retalhos" (1959) e "Flor do Cafezal" (1967). 
Ao longo da carreira apresentaram-se em diversos estados brasileiros, cantaram em circos, teatros e gravaram cerca de 30 discos. Num documentário criado pelo professor e produtor Arthur Steagall Condé, entitulado "VIDA E OBRA DE CASCATINHA E INHANA" tem-se uma visão da trajetória e do legado inesquecível deixado pela dupla. Com a participação especial da dupla JUNIOR E CRISTIANO, a memória de Cascatinha e Inhana foi honrada de maneira sublime nas vozes desses cantores.

## Carreira
Nascidos no interior de São Paulo, desde cedo a dupla apaixonou-se pela poesia da música sertaneja. Francisco dos Santos já tocava bateria e violão e se apresentava cantando modinhas, canções e valsas românticas. Quando da chegada do circo Nova Iorque no município de Araraquara, Francisco conheceu o cantor Chopp (Natalício Firmino dos Santos) e resolveu formar dupla com ele, adotando então o nome artístico de Cascatinha, nome de famosa cerveja da época, para estar de acordo com o nome do parceiro. Por essa época, Ana Eufrosina se apresentava como solista em um conjunto formado por seus irmãos. A dupla Chopp e Cascatinha se apresentava em circos.
Francisco e Ana se conheceram e casaram em 1941. Formou-se então o Trio Esmeralda, com Chopp, Cascatinha e Inhana, nome artístico adotado por Ana. O Trio Esmeralda viajou para o Rio de Janeiro obtendo relativo sucesso. Receberam prêmios nos programas César Ladeira na Rádio Mayrink Veiga, Manuel Barcelos e "Papel carbono", este de Renato Murce, ambos na Rádio Nacional.
Em 1942 o Trio se desfez, com a saída de Chopp. Cascatinha e Inhana ingressaram então no Circo Estrela D'Alva, com o qual fizeram excursão pelo interior dos estados do Rio e de São Paulo, para onde retornaram. Em São Paulo, continuaram a atuar em diversos circos, tendo permanecido por cinco anos no Circo Imperial.
Em 1947, se apresentaram na Bauru Rádio Clube, que primeiro apresentou a nova dupla em rádios, nos programas "Luar do sertão" e "Cirquinho do Benjamim". Em 1948, passaram a atuar na Rádio América em São Paulo. Em 1950, foram contratados pela Rádio Record onde permaneceram atuando por doze anos.
Em 1951, estrearam em disco pela Todamérica cantando a canção "La paloma", de Iradier e Pedro Almeida, e a toada brejeira "Fonteiriça", de José Fortuna, um dos compositores favoritos de Cascatinha. Em 1952, gravaram aqueles que seriam dois de seus maiores sucessos, assim como da própria MPB. Eram a canção "Meu primeiro amor" de H. Gimenez com versão de José Fortuna e Pinheirinho Jr., e a guarânia "Índia" de J. Flores e M. Guerrero, com versão de José Fortuna. A guarânia "Índia" vendeu 300 mil cópias em seu primeiro ano de lançamento e até a segunda metade dos anos 1990 vendeu mais de três milhões de discos. "Índia", que era uma das músicas favoritas do presidente Juscelino Kubitschek, mereceu ainda diversas gravações ao longo do tempo como as de Dilermano Reis ao violão, Carlos Lombardi, Trio Cristas e Valdir Calmon e sua orquestra. Em 1973, Gal Costa regravou "Índia", que deu nome a seu LP daquele ano e que obteve grande sucesso.
Em 1953, continuando a trajetória de sucessos, lançaram as guarânias "Assunción", de José Fortuna e Federico Riera, e "Flor serrana", de Daniel Salinas e José Fortuna. A partir dessa época, seus nomes estiveram ligados à música paraguaia. Também em 1953, gravaram a toada "Mulher rendeira" tema folclórico com arranjo de João de Barro. 
Cascatinha e Inhana receberam em 1951 e 1953 o Prêmio Roquette Pinto. Em 1954, receberam a medalha de ouro da revista "Equipe" e ganharam o slogan de "Os Sabiás do Sertão", devido aos recursos vocais e às agradáveis nuances desenvolvidos pela dupla.
Em 1955, estiveram no filme "Carnaval em lá maior", de Ademar Gonzaga, onde cantaram "Meu primeiro amor", outro grande sucesso. No mesmo ano gravaram o bolero "Queira-me muito", de G. Reig e Serafim Costa Almeida, e o rasqueado "Iracema", de Mário Zan e Nhô Pai. Outra gravação do mesmo ano e que fez muito sucesso foi a toada "Despertar do sertão", de Pádua Muniz e Elpídio dos Santos.
Em 1956, lançaram mais um disco com versões de compositores paraguaios: a canção "Recordações de Ipacaraí", de D. Ortiz e Z. de Mirkim, com versão de Juraci Rago, e a guarânia "Noites do Paraguai", de S. Aguayo e P. J. Carles com versão de Nogueira Santos. Em 1957, lançaram entre outras, a valsa "Santa Cecília", de Ado Benatti e Carlos Piazolli, e a toada "Tropeiro gaúcho", de Cascatinha e Bolinha.
Em 1959, lançaram outro de seus maiores sucessos, a guarânia "Colcha de retalhos", de Raul Torres. No mesmo ano, Cascatinha foi promovido a diretor artístico da Todamérica, descobrindo vários talentos. Ainda em 1959, Cascatinha e Inhana gravaram "Rede de taboa", de Elpídeo dos Santos.
Em 1960, gravaram os boleros "Quero-te", de Jolmagn, e "Mal pagadora", de L. Valdez Leal e José Fortuna. Em 1962, lançaram a canção rancheira "Coração incerto", de Nico Jimenez e J. Santana, e o rasqueado "Fui culpado", de Zacarias Mourão e Sebastião Vitto. Em 1963, lançaram a guarânia "Fujo de ti" de Waldick Soriano e Jorge Gonçalves, e o rasqueado "Felicidade", de Barrinha.
Em 1967, lançaram LP com destaque para "Vinte e cinco anos", de Nonô Basílio, "O menino do circo", de Eli Camargo, "Flor do Cafezal", de Carlos Paraná e "A estrela que surgiu", de Zacarias Mourão e Mário Albanesi.
Em 1970, lançaram "Amor eterno", de Alfredo Borba e Edson Borges, "Se tu voltasses", de Cascatinha e Carijó, "Como que te quero", de Alberto Conde e Nilza Nunes, e "Castigo", de Marciano Marques de Oliveira. Em 1972, alcançaram sucesso com "Olhos tristonhos", de Dora Moreno.
Em 1978, apresentaram no Teatro Alfredo Mesquita em São Paulo espetáculo no qual contavam sua trajetória artística.
Em 1980, é lançado o último disco da dupla, Você Pra Mim é Tudo. Inhana morre depois do lançamento do disco. A dupla se preparava para uma apresentação no show Grande Noite da Viola, no Maracanãzinho, ao lado das duplas Tonico & Tinoco e Milionário & José Rico.
Em 1996, a Chantecler, dentro da série "Dose dupla", lançou o CD "Cascatinha e Inhana", com 23 composições gravadas pela dupla, entre as quais, "Índia", "Solidão", "Meu primeiro amor" e "Colcha de retalhos".

### Morte de Inhana
Em 11 de junho de 1981, aos 58 anos, Inhana sofre uma parada cardíaca e é levada às pressas a um hospital, porém chega sem vida.

### Morte de Cascatinha
Em 14 de março de 1996, aos 76 anos, poucos dias antes de seu 77º aniversário, Cascatinha, que continuou cantando por mais de 12 anos após a morte da esposa, sofre uma parada cardíaca e falece em sua casa.

## Maiores sucessos (ordem cronológica)
- 1951 - La Paloma
- 1952 - Meu Primeiro Amor (Lejania)
- 1952 - Índia
- 1953 - Mulher Rendeira
- 1954 - Deixa o pinho Soluçar
- 1955 - Queira-me Muito
- 1955 - Iracema
- 1956 - Recordações de Ypacaraí
- 1957 - Tropeiro Gaúcho
- 1958 - Flor do Ipê
- 1958 - Casinha Pequenina
- 1959 - Colcha de Retalhos
- 1965 - A Lua é Testemunha
- 1966 - Vai com Deus (Vaya con Dios)
- 1968 - Anahy
- 1968 - Mulher Fingida (La Mujer Ladina)
- 1970 - Louco Amor
- 1971 - Mal de Amor
- 1972 - O Menino e o Circo
- 1973 - Flor do Cafezal
- 1974 - Se Eu Partir
- 1975 - Cruz de Ouro
- 1976 - No Silêncio da Noite
- 1977 - Dois Corações
- 1977 - Não me censures
- 1977 - Um novo amanhã
- 1980 - Cigarra Vadia

## Discografia[4]
- ([S/D]) Triste destino/Ingratidão • Continental
- (1998) Os sabiás do sertão • RGE
- (1996) Dose dupla • Chantecler
- (1995) Índia vol 1 • Revivendo
- (1995) Meu primeiro amor vol. 2 • Revivendo
- (1978) Cascatinha e Inhana. Casinha pequenina • RGE-Fermata
- (1977) Dois Corações . Chantecler
- (1972) Olhos tristonhos • Continental
- (1970) Dueto de amor • Chantecler
- (1967) Vinte e cinco anos • RCA CAMDEN
- (1962) Coração incerto/Fui culpado • Continental
- (1962) Não me abandones/Saudade amarga • Continental
- (1962) Só Deus sabe/Que bom seria • Continental
- (1962) Fujo de ti/Felicidade • Continental
- (1961) Sou inocente/Teu fracasso • Continental
- (1961) Colcha de cetim/Cantar não é pecado • Continental
- (1961) Eunice/Mato grossense • Continental
- (1960) Seu aniversário/Bombachudo • Todamérica
- (1960) Dona do meu coração/Rede de tabua • Todamérica
- (1960) Quero-te/Mau pagadora • Todamérica
- (1960) Noite de lua/Ave sem ninho • Todamérica
- (1959) Namorados/Sem ela • Todamérica
- (1959) Quero beijar-te as mãos/Casinha de carandá • Todamérica
- (1958) Exilado/Longe dos olhos • Todamérica
- (1958) Minha mágoa/A rosa e a formiga • Todamérica
- (1958) Triste caboclo/Guacira • Todamérica
- (1958) Minhas lágrimas/Lencinho de renda • Todamérica
- (1958) Colcha de retalhos/Nossa noite • Todamérica
- (1957) Triste destino/Ingratidão • Todamérica
- (1957) Santa Cecília/Tropeiro gaúcho • Todamérica
- (1956) Paraguayta/Ela • Continental
- (1956) Lar destruído/Retrato de mãe • Todamérica
- (1956) Recordações de Ipacaraí/Noites do Paraguai • Todamérica
- (1955) Queira-me muito/Iracema • Todamérica
- (1955) Desilusão/Despertar do sertão • Todamérica
- (1954) Guaraçaí/A sombra de outra • Todamérica
- (1954) Com DeuS/Deixa o pinho soluçar • Todamérica
- (1953) Assunción/Flor serrana • Todamérica
- (1953) Mulher rendeira/A saudade é demais • Todamérica
- (1953) Solidão/Recordando • Todamérica
- (1953) Terra de Anchieta/Caçador de esmeraldas • Todamérica
- (1952) Índia/Meu primeiro amor • Todamérica
- (1952) Brasil/Não te quero mais • Todamérica
- (1952) Ave Maria do sertão/Fiz prá você • Todamérica
- (1951) La paloma/Fronteiriça • Todamérica